# Acanthurus nigrofuscus
Acanthurus nigrofuscus (Forsskål, 1775),  è un pesce osseo marino appartenente alla famiglia Acanthuridae.

## Distribuzione e habitat
L'areale della specie compre l'intero Indo-Pacifico tropicale compreso il mar Rosso arrivando a est alle Hawaii e alle isole Tuamotu, a nord al Giappone meridionale e a sud all'isola di Lord Howe.
Vive sia nelle lagune degli atolli che lungo le pareti esterne delle barriere coralline e nei canali tra le formazioni madreporiche. Si può trovare perfino nei porti. Frequenta soprattutto aree ricche di alghe. Il range batimetrico in cui si può incontrare va da 0 a 25 metri.

## Descrizione
Questa specie, come gli altri Acanthurus, ha corpo ovale, compresso lateralmente, e bocca piccola; sul peduncolo caudale è presente una spina mobile molto tagliente. La pinna dorsale è unica e piuttosto lunga, di altezza uniforme. La pinna anale è simile ma più corta. La pinna caudale è lunata, con lobi appuntiti. La livrea dell'adulto è brunastra più o meno scura, in alcuni esemplari con righe irregolari longitudinali grigio-azzurre. La faccia e la gola sono di un colore più chiaro del corpo. Sul muso sono presenti maculature arancio. Una macchia è presente nella parte postariore bassa della pinna dorsale, una simile ma più piccola è presente simmetricamente sulla pinna anale. La pinna caudale è blu o violacea. Le labbra sono scure. I giovanili sono da bruno a nero bluastro con vermicolature arancio sulla testa.
Raggiunge i 21 cm di lunghezza.

## Biologia
Gli adulti vivono in gruppetti, talvolta forma grandi banchi, soprattutto in località bagnate dall'oceano. Forma gruppi misti con Acanthurus triostegus. I giovani formano banchi misti con altre specie. Scaccia gli altri Acanthurus erbivori dalle località di alimentazione.
La longevità raggiunge i 16 anni.

### Alimentazione
Si nutre di alghe bentoniche.

### Predatori
La letteratura riporta come suoi predatori Aulostomus chinensis, Cephalopholis argus e Cephalopholis miniata.

### Riproduzione
Si riunisce in gruppi per la riproduzione.

## Pesca
Viene catturato con le reti per il consumo. Viene utilizzato sia crudo che cotto. Sono riportati casi di ciguatera prodotti dal consumo di questa specie. Viene pescato anche per rifornire il mercato acquariofilo.

## Acquariofilia
È presente sul mercato acquariofilo.

## Conservazione
Questa specie non appare minacciata dato che ha un vasto areale in cui le popolazioni sembrano stabili, abbondanti e ben distribuite. Viene sfruttato dalla pesca e dalla cattura di esemplari per il mercato acquariofilo ma non si tratta di un prelievo consistente.